# Гоге, Луи Антуан Васт Вит
Луи Антуан Вас Вит Гоге (фр. Louis Antoine Vast Vite Goguet; 1764—1821) — французский военный деятель, бригадный генерал (1811 год), участник революционных и наполеоновских войн.

## Биография
Родился в семье земледельца и мэра Эпенанкура Антуана Гоге (фр. Antoine Alexandre Goguet) и его супруги Батильды Франсьер (фр. Marie Jeanne Josephe Bathilde Francière). Начал службу 3 сентября 1780 года солдатом в драгунском полку Королевы. 5 октября 1782 года переведён фузилером в Королевский корпус морской пехоты. До 5 сентября 1785 года служил в гарнизоне Бреста, когда получил отпуск. 1 сентября 1789 года записался в королевский Гессен-Дармштадский пехотный полк. 2 августа 1791 года вышел в отставку.
1 августа 1792 года вернулся на службу, и был избран подполковником, возглавив 9-й батальон федеральной национальной гвардии. Служил в Северной армии в составе дивизии Миранды, затем в конце декабря 1792 года выполнял функции коменданта Брюсселя. 31 декабря 1792 года возглавил 3-й Льежский батальон, 23 января 1794 года – 4-й батальон бельгийских тиральеров, 7 октября 1794 года – 1-й батальон бельгийских тиральеров, 17 апреля 1795 года вернулся в 4-й батальон. Находясь на излечении в госпитале, 6 июня 1795 года был уволен со службы представителями народа после роспуска батальона.

15 февраля 1796 года Гоге вернули в строй и 31 марта 1796 года он стал командиром батальона 101-й полубригады линейной пехоты. 25 мая 1796 года в ходе жеребьёвки 101-я сменила номер на 25-ю. Гоге командовал 3-м батальоном данной полубригады. Сражался в рядах Итальянской армии генерала Бонапарта. 2 апреля 1797 года отличился при Ноймарке, где командовал всей 25-й полубригадой вместо больного Вену и потерял коня, убитого под ним. В 1798 году определён в состав Восточной армии и принял участие в Египетской экспедиции. Отличился при осаде Акры. 8 октября 1799 года по рекомендации генерала Клебера награждён чином полковника и возглавил 22-ю полубригаду лёгкой пехоты. Участвовал в осаде Каира, который сдался 20 апреля 1800 года. После капитуляции французов в сентябре 1801 года Гоге и 22-я полубригада возвратились на родину. В октябре 1801 года 22-я лёгкая полубригада была реорганизована в Марселе. В декабре она покинула этот город, чтобы отправиться сначала в Гренобль, затем в Роман, где три его батальона были объединены. В 1803 году 22-я полубригада перешла в состав 6-го военного округа и разместила гарнизон в Безансоне с отрядом в форте Жу. В том же году генерал Лекурб в ходе инспекции оставил такую характеристику полковнику Гоге:
«Отличный командир, хороший администратор, храбрый солдат, он сочетает в себе все качества, необходимые старшему офицеру, и пользуется уважением всех вышестоящих офицеров и подчинённых».
В марте 1805 года 22-й полк вошёл в дивизию генерала Гарданна в составе Итальянской армии. В мае 1805 года полк принял призывников из Пюи-де-Дома и вышел из Новары в Верону. 8 сентября 22-й полк сформировал с 52-м линейным полковника Пастоля бригаду Компера в дивизии Гарданна. Под началом маршала Массена участвовал в Итальянской кампании 1805 года. Отличился 18 октября при Вероне, где отбил у противника пять орудий, установленных на бастионе Сен-Жорж-де-Веронетт. 30 октября полковник Гоге получил приказ двинуться со своим полком в тыл вражеской колонны под командованием генерала Хиллингера численностью около 5000 человек. Эта колонна оказалась временно отделённой от остальной армии и попыталась воссоединиться с ней через Сан-Леонардо, горы Триньяго и Илласи. 22-й покидает Веронетту и смело бросается в погоню. Австрийцы, осознав своё численное превосходство, сами пошли навстречу 22-му и заставили его занять позицию под стенами замка Сан-Феличе. К счастью, в бой вмешались четыре батальона дивизии Партуно; вскоре австрийцы были окружены, и генерал Хиллингер был вынужден сдаться с оружием и обозом. Эти два дня, 29 и 30 октября, стоили 22-му 3 офицеров убитыми и 9 ранеными, 24 унтер-офицера и солдата убитыми. В последующие дни французская армия продолжала преследование противника. 5 ноября она пересекла Бренту, 10-го — Пьяве, 13-го — Тальяменто, 15-го — Изонцо. С 1806 года служил в Неаполитанской армии. 15 февраля 1806 года 22-й полк прибыл в Неаполь, который распахнул свои ворота без единого выстрела. В январе 1807 года участвовал в осаде Амантеи под началом генерала Вердье.
6 августа 1811 года получил звание бригадного генерала и был включён в состав резервной дивизии в Байонне. С 1812 года участвовал в боевых операциях в Испании. 8 июня 1813 года определён в состав 3-го наблюдательного корпуса Майнца. 7 августа 1813 года возглавил 1-ю бригаду 45-й пехотной дивизии генерала Разу 14-го корпуса Великой Армии. Принимал участие в обороне Дрездена и был взят в плен при капитуляции города 11 ноября 1813 года. 29 июня 1814 года получил свободу и возвратился во Францию. 6 октября 1815 года вышел в отставку. Умер 9 августа 1822 года в родном Эпенанкуре в возрасте 58 лет.

## Воинские звания
- Солдат (3 сентября 1780 года);
- Командир батальона (1 августа 1792 года);
- Полковник (8 октября 1799 года, утверждён 5 апреля 1802 года);
- Бригадный генерал (6 августа 1811 года).

## Награды
Легионер ордена Почётного легиона (11 декабря 1803 года)
 Офицер ордена Почётного легиона (14 июня 1804 года)
 Командор королевского ордена Обеих Сицилий (24 февраля 1808 года)
 Кавалер военного ордена Святого Людовика (29 июля 1814 года)